# Made in Hungary
A Made in Hungary könnyűzenei bemutató verseny volt a Magyar Rádióban az 1960-as, 1970-es, 1980-as években. A műsor állandó szerkesztője Bolba Lajos, zenekari kísérője pedig a Stúdió 11 volt.
Testvérműsora volt a Tessék választani! és a Táncdalfesztivál.
A ’60-as évek elejétől-közepétől minden évben két tánczenei bemutató versenyen mutatták be a legújabb táncdalokat. 1976-ig a Made in Hungary tél végén, a Tessék választani! pedig nyáron volt, 1977-től pedig fordítva. Amikor épp Táncdalfesztivál vagy Metronóm ’77 volt nyáron, akkor a nyári rádiós bemutató elmaradt.
1984-től csak a tél végi bemutató, a Tessék választani! maradt meg, egészen 1989-ig. 1991-ben még volt egy Tessék választani!, de az egy búcsúműsor volt, már nem új dalokat mutattak be, hanem a régi fesztiválok előadói léptek fel ismert dalaikkal, esetleg feldolgozásokkal.
| Év   | Tél                | Műsorvezető                  | Nyár                     | Műsorvezető                                             |
| ---- | ------------------ | ---------------------------- | ------------------------ | ------------------------------------------------------- |
| 1960 |                    |                              | Tessék választani!       |                                                         |
| 1961 |                    |                              | Tessék választani!       |                                                         |
| 1962 |                    |                              | Tessék választani!       |                                                         |
| 1963 |                    |                              | Tessék választani!       |                                                         |
| 1964 |                    |                              | Tessék választani!       |                                                         |
| 1965 |                    |                              | Tessék választani!       |                                                         |
| 1966 | Made in Hungary    |                              | Táncdalfesztivál         | Takács Mária, Lénárd Judit, Tamási Eszter, Varga József |
| 1967 | Made in Hungary    |                              | Táncdalfesztivál         | Takács Mária, Varga József                              |
| 1968 | Made in Hungary    |                              | Táncdalfesztivál         | Poór Klára                                              |
| 1969 | Made in Hungary    |                              | Táncdalfesztivál         | Poór Klára                                              |
| 1970 | Made in Hungary    |                              | Tessék választani!       |                                                         |
| 1971 | Made in Hungary    |                              | Táncdalfesztivál         | Kudlik Júlia, Ősz Ferenc                                |
| 1972 | Made in Hungary    |                              | Táncdalfesztivál         | Kudlik Júlia, Ősz Ferenc                                |
| 1973 | Made in Hungary    |                              | Tessék választani!       |                                                         |
| 1974 | Made in Hungary    |                              | Tessék választani!       |                                                         |
| 1975 | Made in Hungary    |                              | Tessék választani!       |                                                         |
| 1976 | Made in Hungary    | Kudlik Júlia, Várhegyi Tibor | Tessék választani!       | Kopeczky Lajos                                          |
| 1977 | Tessék választani! |                              | Metronóm ’77             | Antal Imre                                              |
| 1978 | Tessék választani! |                              | Made in Hungary          |                                                         |
| 1979 | Tessék választani! | G. Mezei Mária               | Made in Hungary          | Antal Imre                                              |
| 1980 | Tessék választani! |                              | Made in Hungary          | Antal Imre                                              |
| 1981 | Tessék választani! |                              | Tánc- és popdalfesztivál | Kudlik Júlia                                            |
| 1982 | Tessék választani! |                              | Made in Hungary          |                                                         |
| 1983 | Tessék választani! |                              | Made in Hungary          | Tamási Eszter                                           |
| 1984 | Tessék választani! |                              |                          |                                                         |
| 1985 | Tessék választani! | Kudlik Júlia                 |                          |                                                         |
| 1986 | Tessék választani! |                              |                          |                                                         |
| 1987 | Tessék választani! |                              |                          |                                                         |
| 1988 | Tessék választani! | Kertész Zsuzsa               |                          |                                                         |
| 1989 | Tessék választani! | Kertész Zsuzsa               |                          |                                                         |

## 1966
1966. december
- Ambrus Kyri: Megmondtam már
- Aradszky László: Isten véled, édes Piroskám (1.)
- Harangozó Teréz: Minden ember boldog akar lenni
- Jereb együttes (instr.): Magazin
- Koncz Zsuzsa: Ami volt, az volt
- Korda György: Hogyha eljön majd az a lány
- Kovács Kati: Szeretném
- Mátrai Zsuzsa: Ördögből angyal lehetnél
- Monostori Bálint: Ne legyen vége
- Németh József: Nem lehet
- Rátonyi Róbert (próza): Made in Hungary
- Sárosi Katalin: Ó, te szegény
- Sebestyén Ernő (hegedű): Mozgólépcső
- Stúdió 11.(instr.): Berolina
- Szirmay Márta: Álomlovag
- Tárkányi Tamara: Hogy féltenél
- Vámosi János: Mosolyogj, amíg csak élsz
- Zalatnay Sarolta: Csöpp bánat

## 1967
Rádió: 1967. április 29., szombat, Kossuth Rádió, 20:35–22:00
Televízió: 1967. április 29., szombat, 21:50
- Ambrus Kyri: Tovarepül ez a nyár
- Aradszky László: Nem volt szép tőled
- Bakacsi Béla: Ó, Márta
- Harangozó Teri: Még iskolába járok
- Izsmán Nelly: Su-su bolondság
- Koncz Zsuzsa: De akkor már hol leszek én?
- Korda György: Hozzád vezet minden utam
- Kovács Kati: Hagyj végre békén
- Mátrai Zsuzsa: A jel
- Németh József: Szürke napok
- Rátonyi Róbert és Rátonyi Hajnalka: Ígérem, jó leszek / Telefonon át
- Toldy Mária: Légy jó, amíg élsz / Hagyj végre békén
- Zalatnay Sarolta: Szervusztok, régi barátok

## 1968
Felvétel: 1968. február 24
Adás: 1968. március 9., szombat, Petőfi Rádió, 10:00
- Ambrus Kyri: Postás bácsi
- Aradszky László: Szomszédasszony, fütyülök a lányára / De mondd, mi lesz velem
- Bencze Márta: De most még jó
- Dobos Attila: A boldogságtól ordítani tudnék (1.)
- Harangozó Teri: Mindenkinek van egy álma (közönségdíj)[1] / Nincs olyan szerencsém (km. Dékány Sarolta)
- Koncz Zsuzsa: Zúgjatok, harangok (3.)[1]
- Koós János: Judit
- Korda György: Rozsda lepi már az emlékeimet
- Kovács Kati: A történtek után
- Mátrai Zsuzsa: Pattanj föl
- Máté Péter: Holnap is (2.)
- Németh József: Rozsdás levelek
- Poór Péter: A szerelem az egyszerű
- Sárosi Katalin: Budáról Pestre mentem
- Szécsi Pál: Szegény bolond
- Vámosi János: Rólad
- Voith Ági: A hangulatod rabja voltál
- Zalatnay Sarolta: Magányra születtem

## 1969
- Ambrus Kyri: Hol volt, hol nem volt
- Ambrus Kyri: Te tudod, mit csinálsz
- Aradszky László: Mért ne lennénk pont mi boldogok / Kapitány úr
- Bencze Márta: És mégis mozog a Föld
- Dobos Attila: Nem baj picim
- Fenyvesi Gabi: Mi ebből a tanulság?
- Harangozó Teri: Nehéz dolog a szerelem / Szép kiskatonám
- Koncz Zsuzsa: Hát akkor legyen, ami lesz
- Koós János: Tessék, tessék hölgyek, urak
- Korda György: Visszatérek én (1.)
- Kovács Kati: Hull a hó a kéklő hegyeken (előadói díj)
- Magay Klementina:  Véled egy csigaházban is ellaknék
- Mary Zsuzsi: Cseresznyeárus lány
- Mikes Éva: Száz évig élj
- Nagy Éva: Édeskevés
- Poór Péter: Elvesztettem a jókedvemet
- Sárosi Katalin: Ha majd a szívem
- Szécsi Pál: Legénybúcsú
- Tárkányi Tamara: Jó volna elrabolni téged
- Toldy Mária: Remete
- Zalatnay Sarolta: Aki hallja, adja át! / Rosszabbul is végződhetett volna

## 1970
- Ambrus Kyri: 120 Celsius
- Aradszky László: Valaki hiányzik a táncból
- Bakacsi Béla: Elmúlt a nyár
- Balás Eszter: Köszönöm az ilyen szerelmet
- Dobos Attila: Körforgás
- Ernyei Béla: Egy lány a sok közül
- Fenyvesi Gabi: Mi közöd a magánéletemhez
- Harangozó Teri: Tíz deka szerelem / Közhírré tétetik
- Késmárky Marika: Kelj fel, Jancsi
- Koncz Zsuzsa: Hol vannak a régi csókok
- Koós János: Mi, férfiak / Csak téged nem
- Korda György: Villámtréfa volt / Porba írott nagy szavak
- Kovács Kati: Mégis ő
- Magay Clementina: Fuss, menekülj
- Mátrai Zsuzsa: Mindenkit érhet szerelem
- Monyók Ildikó: Indián láy
- Németh József: Kicsi lány
- Payer András: Édes élet
- Poór Péter: Jön majd valaki más
- Sárosi Katalin: Most szeretnék teenager lenni
- Szécsi Pál: Kőbölcső / És jött egy lány
- Toldy Mária: Lassan múlik az idő

## 1971[2]
Adás: 1971. február 8. hétfő, Kossuth Rádió, 19:35–20:42
Ismétlés: 1971. február 13., szombat, Urh Rádió, 16:53–18:00
Földényi Ervin összekötő szövegét elmondja: Vass Éva
Zenei rendező: Bágya András
Szerkesztő: Bolba Lajos
- Aradszky László: Meghívóval a kezemben
- Bakacsi Béla: Vádolom
- Balás Eszter: Porlepte ablakok alatt
- Expressz Babérfa
- Gábor Krisztina: Ez az, amiről nem beszélünk
- Harangozó Teri: Szegény Joe
- Jereb-együttes: Városi vonal
- Katona Klári: Mikor rád talált a hajnal
- Késmárky Marika: Nem vagy te Néró
- Koós János: Szép jó éjszakát
- Korda György: Becsaptál
- Kovács Kati: Fekete madár (Arany Mikrofon díj)
- Körmendi-együttes: Nagyon egyszerű
- Máté Péter: A nagypapám egy nagy vagány
- Mikes Éva: Kit szeretsz most
- Monyók Ildikó: Ez az elmúlt szerelem
- Nagy Lívia: Jó, hogy te vagy nekem
- Poór Péter: Szárazföld
- Stúdió 11: Próbaszerencse
- Zalatnay Sarolta: Nem vagyok jobb

## 1972
- Balás Eszter: Jössz te még
- Expressz: Álom / Csodálatos álom
- Gábor Krisztina: Álom
- Harangozó Teri: Kívül marad a világ
- Harsányi Gábor: Ezt még valahogy kiheverem / Mikor a lányok hátranéznek
- Karda Beáta: Meddig tart egy szerelem? / Gyémántcsillagok
- Katona Klári: Álom, mutasd meg nekem! / Mikor hozzám érsz
- Koós János: A papa meg a lánya / Mi együtt sírunk
- Korda György: Mért keresed ma is őt? / Ha tudnék hinni még (előadói díj)
- Kovács Kati: A kifulladásig / Álom, mutasd meg nekem!
- Maróti Magdolna: A kifulladásig
- Máté Péter: Gyűrött kalapom
- Monyók Ildikó: Ott állt a dombtetőn
- Payer András: Győrött kalapom
- Poór Péter: Mikor a lányok hátranéznek
- Sárosi Katalin: Ha tudnék hinni még
- Szalkai Béla: Csodálatos álom
- Szécsi Pál: Meddig tart egy szerelem? / Ott állt a dombtetőn
- Sztevanovity Zorán: Gyémántcsillagok
- Toldy Mária: Egyszer eljön majd a nap
- Vámosi János: Miért keresed még ma is őt
- Zalatnay Sarolta: Egyszer eljön majd a nap / Mikor hozzám érsz
- Szerelem kell nekem

## 1973
1973. február 19.
- Balás Eszter: Mama, ne sírj
- Bergendy: Lepihenni melletted
- Bódy Magdi: Ne nézz a napba
- Cserháti Zsuzsa: Ne nézz a napba / Puha sójahok
- Delhusa Gjon, Markó András: Lepihenni melletted
- Expressz: Hull az elsárgult levél
- Harangozó Teri: Lazíts kicsit az életeden / Nekem csak vele kell a szerelem
- Horváth Attila: Mama, ne sírj
- Juventus: Jöjjetek velem
- Karda Beáta: Csillagvirágok
- Katona Klári: Vérpiros fátyol
- Koós János: Préri Méri / Nekem csak vele kell a szerelem
- Korda György: Kóboroltál / Hol jársz (előadói díj)
- Kovács Kati: Voltam már jó, rossz
- Maróti Magdolna: Hol jársz
- Máté Péter: Hull az elsárgult levél (1.)
- Nagy Éva: Voltam már jó, rossz
- Payer András: Nincsen erőd ahhoz, hogy boldog legyél
- Poór Péter: Jöjjetek velem
- Sárosi Katalin: Puha sóhajok
- Sebestyén Ágnes: Mitől, mitől
- Szalkai Béla: Préri Méri
- Szűcs Judit: Mitől, mitől
- Vincze Viktória: Nincsen erőd ahhoz, hogy boldog legyél
- Zelényi Zoltán: Lazíts kicsit az életeden

## 1974
Helyszín: Székesfehérvár, Vörösmarty Színház
Időpont: 1974. február 18., 19:30–22:40
Műsorvezető: Molnár Margit
- Aradszky László: Hosszú éjszakák
- Corvina: Régi utcán
- Cserháti Zsuzsa: Nem látod, hogy helyben járunk?
- Delhusa Gjon: Árnyékodra léptem
- Expressz: Amit én érzek most
- Generál, Mikrolied vokál: Csöngess be, jóbarát (1.)
- Horváth Attila: Lassan múló szerelem
- Katona Klári: Menni kell
- Kerényi Gabi: Más leszek én (3.)
- Koós János: Az én életem
- Korda György: Így lett az élet újra szép
- Kovács Kati: Szomorú ló
- Magay Klementina: Élni tudni kell
- Máté Péter: Sose higgy a szónak
- Scampolo együttes (ének: Bontovics Kati): Nem tudom, miért
- Syconor: Te hol vagy?
- Syrius: Sápadt fényű ablak
- Szalkai Béla: Az élet megtanít
- Szécsi Pál: Mióta egyszer (előadói díj)
- Szűcs Judit: Az én kedvesem
- Vadmacskák: Érezd magad jól
- Vincze Viktória: Szabó Anna balladája
- Zalatnay Sarolta: Elszáll a dal / Várlak még

## 1975
Felvétel: Székesfehérvár, Vörösmarty Színház, 1975. február 15.
Adás: Kossuth Rádió, 1975. február 17., hétfő, 19:40–21:30
Műsorvezető: Tamási Eszter, Brachfeld Siegrfied, dr. Várhegyi Tibor
- Apostol: Nehéz a boldogságtól búcsút venni
- Bódy Magdi: Nem láttam őt, csak egyszer
- Bontovics Kati: Veled volna jó
- Cserháti Zsuzsa: Könnyű, mint az egyszeregy / Nyár, nyár
- Dékány Sarolta: A legboldogabb perceim
- Harangozó Teri: Élek, mint máskor
- Horváth Attila: Gondolsz-e rám
- Illés: A tündér
- Katona Klári: Nincs ablak az emberen (1.)
- Korda György: Tüskés úton
- Kovács Kati: Találkozás egy régi szerelemmel (előadói díj)
- Máté Péter: Kinek mondjam el a bánatom
- Mezei Zsuzsa: Ez az, ami kell
- Monyók Ildikó: Tudod-e
- Pálffy Péter: Kérdezz meg mást
- Sárosi Katalin: És most rajtad áll
- Sebestyén Ágnes: Semmi
- Szalkai Béla: Hajnali rohanás
- Sztevanovity Zorán: Egyre hull az őszi zápor
- Szűcs Judit: Piros kardvirág
- Vámosi János: Én mindig kifogom
- Vincze Viktória: Mit tegyek érted
- Zalatnay Sarolta: Más, aki vonz

Érdekesség:
Az Ablak nincs az emberen c. dalt a szerzők Kovács Katinak szánták, ám a bemutató szervezői Katona Klárinak osztották ki.

## 1976
Felvétel: Székesfehérvár, Vörösmarty Színház, 1976. február 14.
Adás: Petőfi Rádió, 1976. március 6., szombat 18:33–20:58
Műsorvezető: Kudlik Júlia, Várhegyi Tibor
- Apostol: Homokvár, légvár, kártyavár (3.)
- Bergendy: Ma lesz a holnap tegnapja
- Bódy Magdi: Kétszer egy az négy
- Bontovics Kati: Egy kis napfény
- Cserháti Zsuzsa: A visszhang és a kút
- Delhusa Gjon: Rozsdamentes emlék
- Eszményi Viktória: Üzen a széllel
- Express: Drágám (1.)
- G. Nagy Gabi: Nekem is, neked is
- Harangozó Teri: Valami kicsit kéne tenni
- Hungária: Miért múlik minden el
- Karda Beáta: Ringató
- Katona Klári: Ébredj, hogy álmod lehessen
- Koós János: Gyere vissza, angyalom
- Korda György: Téged tőlem már nem vehetnek el (2.)
- Kovács Kati: Hogyha elhagysz / Egy összegyűrt levél (előadói díj, közönség-díj)
- Mátrai Zsuzsa: Zakatol a szívem
- Neoton, Kócbabák: Kell, hogy valaki várjon
- Sztevanovity Zorán: Ülök csendben egy kispadon
- Szűcs Judit: Remélem azt
- Vincze Viktória: Téged nem felejtlek el
- Weszely Zsuzsa: Gyere közelebb
- Zalatnay Sarolta: Végállomás / Meddig büntetsz képzelt bűnökért
- Zsóri Kati: Jó tudni, hogy vársz

Érdekességek:
A bemutatott 24 dal közül 14-et egy közös nagylemezen jelentettek meg, ám a borítón hibásan szerepel a lemez tartalma, ugyanis a Hogyha elhagysz c. dal Katona Klári előadásában van feltüntetve, holott a lemezen a dal nem is szerepel, helyette az Express győztes dala, a Drágám hallható a korongon.
A Remélem azt c. dalt Kovács Kati is elénekelte, s a rádióban is játszották e verziót.

## 1978
Felvétel: Budapest, Budai Parkszínpad, 1978. július 1., szombat
Adás: Petőfi Rádió, 1978. július 17., hétfő 20:25–22:30
Műsorvezető: Kertész Zsuzsa
Zenei rendező: Bágya András
Szerkesztő: Bolba Lajos
- Ács Enikő, Panta Rhei: Nem hiszem el
- Apostol: Csak a zene segít
- Bódy Magdi: Kárpótlás a könnyekért
- Cserháti Zsuzsa, Csuha Lajos: Te is érzed, én is érzem
- Dékány Sarolta: Szédülök
- Harangozó Teri: Ha neked is jó
- Hungária: Csak tizenhat éven felülieknek
- Ihász Gábor: Ne titkold
- Illés: Tedd fel a két kezed
- Juhász Mária: Ha árulnak majd gesztenyét
- Karda Beáta: Rocky Lady
- Késmárky Marika: Valami elkezdődött
- Koós János: Egy szál gyufa is elveszti a fejét / Az öreg hangszeren ha játszom
- Korda György: Szívemből énekelek
- Ligeti Ibolya: Volt egy kisfiú
- M7: Valaki áttáncolt az életemen
- Makranczai Ágnes: Csütörtökön nincs időm sosem
- Mixtay Melinda: Mindig téged vártalak
- Monyók Gabi: Valamire jó
- Nautilus: Itt a helyed köztünk
- Payer András: Nosztalgiázni gyere
- Sasvári Annamária: Volt egyszer egy slágergyáros
- Skála együttes: Ezek után
- Universal: Volt-e más bolond?

## 1979[4]
Felvétel: Budapest, Budai Parkszínpad, 1979. augusztus 5. vasárnap
Adás: Petőfi Rádió, 1979. augusztus 13. hétfő 19:30–21:13
Műsorvezető: Antal Imre
- Cserháti Zsuzsa: Lesz nekem is egyszer egy jó napom/Táncoljunk az utcán
- Express: Ma este/Ébredj
- Illés: Egy régi jó barát vagyok/Visz az út hazafelé
- Karthago: Csak egy szót akarok/A fények, a hangok, az árnyak
- Koós János: Nekem a tviszt után van nosztalgiám/Csak érd el, ha tudod
- Korda György: Lady „N” (1.[5])/Csak egyetlenegyszer tudsz élni
- Kovács Kati: Úgy szeretném meghálálni/Isten hozzád, kedves városom
- Máté Péter: Egy darabot a szívemből/Nálad meddig tart ez a szerelem
- Skála együttes: Csak egy percig néztél rám/Mi a baj
- Stefanidu Janula: Egymás nélkül nem megyünk tovább/Sírni nem kell senkiért
- V' Moto-Rock: Gépnek születtem/Nincs középút
- Zalatnay Sarolta: Add vissza a babaruhát/Mondd nekem

## 1980[6]
Felvétel: Budapest, Budai Parkszínpad, 1980. augusztus 9., szombat
Adás: Petőfi Rádió, 1980. szeptember 1., vasárnap 15:33–17:30
Műsorvezető: Antal Imre
- 100 Folk Celsius: Jó öreg gépem
- Apostol: Fény az arcodon
- Bergendy Spanyol Izabella
- Bojtorján: Vigyázz magadra, fiam
- Color: A bohóc
- Cserháti Zsuzsa: Amíg együtt énekelsz velem
- Farkas Károly: Gyere holnap fel
- Gemini: Azért te mégis boldog lehetsz
- Hungária: Szexbomba
- Karthago: Fohász egy új naphoz
- Kelemen Éva: Kereshetsz mást
- Komár László Húsz év múlva
- Koós János: Hol van ő?
- Máté Péter: Szívem eladó
- P. Mobil: Örökmozgó
- Stefanidu Janula: Ma újra
- Turi Lajos: Azt én nem bánom
- Ungár: Van egy különös lány
- Wastaps: Hogy barátomnak mondjalak

## 1982[7][8]
A felvétel helyszíne: Budapest, Városmajori Színpad
A felvétel időpontjai: 1982. augusztus 5. (Együttesek találkozója), 1982. augusztus 7. (Szólisták találkozója)
Adás: 1982. augusztus 30., Petőfi Rádió, 21:55–23:00 (Együttesek találkozója), 1982. szeptember 12., Petőfi Rádió, 21:05–22:00 (Szólisták találkozója)
Műsorvezető: Kertész Zsuzsa
Szerkesztő: Bolba Lajos
- 100 Folk Celsius:	Bendzsó dal
- Apostol:	Ne bántsd a tangót
- Bodnár Attila:	Szeretnék most veled lenni
- Bojtorján, Várkonyi Eszter: Összetartozunk
- Deák Erzsi:	Nem vagyok jós
- Fanyúl
- Farkas Károly:	Voltam komisz
- Hangár:	Haverom a kalauz
- Ihász Gábor:	A Városliget kellős közepén
- Illés Melinda:	Gyere és ne felejts mosolyogni
- Interfolk:	Madárijesztő
- Karda Beáta:	Várj
- Kelemen Éva:	Abban hiszek
- Liener Márta:	Emlékkönyv
- M7:	Frédi, az autó
- Missio
- Máté Péter:	Egyszer véget ér
- Óceán:	Hódít, újra hódít
- Pál Györgyi, Baracsi István:	Csak úgy szeress
- Solaris
- Soltész Rezső:	Rock és a boogie
- Stefanidu Janula:	Éjféli expressz
- Straub Dezső:	Egy esernyő alatt
- Szánti Judit:	Volt egy sztár
- Turi Lajos:	Születésnapomon
- Új Bergendy:	Talán csak nem
- Viki és a Flört:	Altatódal
- Wastaps:	Zenének érzem mindig

## 1983[9]
Felvétel: Budapest, Városmajori Parkszínpad, 1983. augusztus 4., csütörtök
Adás: Petőfi Rádió, 1983. szeptember 12., hétfő, 18:35–20:30
Műsorvezető: Tamási Eszter
Szerkesztő: Bolba Lajos
- 100 Folk Celsius: Köhögni kell
- Apostol: Hétszínvirág
- Aradszky László: Túl a zsúfolt városon
- Bojtorján: Teremts otthont
- Cserháti Zsuzsa: Elszáll a kék madár
- Csuka Mónika: Jó az asszony a háznál
- Deák Erzsi: Amikor szomorú vagyok
- Hangár: Kerékdal
- Horváth Attila: Megbántottál
- Ihász Gábor: Megemelem a kalapomat
- Interfolk: Kevés a dal
- KFT: Üzenet a liftből
- Kovács Kati: Hívlak
- Máté Péter: Ha véget ér a nyár
- Pál Györgyi, Baracsi István: Kinek a pap
- Payer András: Rézi
- Poór Péter: Itt ülök egymagam
- Rodeo: Ne hagyd el magad
- Soltész Rezső: Du-du-du Di-di Dá-dá-dá
- Stefanidu Janula: Ezen a széles világon
- Turi Lajos:
- Universal: Ne haragudj rám
- Viki és a Flört: Tükör
- Zalatnay Sarolta: Olcsó regény